# Абдуллаев, Исмаил Гаджимурадович
Исмаил Гаджимурадович Абдуллаев (21 марта 1998 года, с.Карабудахкент, Дагестан, Россия) — российский и азербайджанский борец вольного стиля, мастер спорта международного класса. Серебряный призёр чемпионата Азербайджана по вольной борьбе (2017) в категории до 74 кг.

## Биография
Родился в Республике Дагестан, в с. Карабудахкент. По национальности — кумык. Вольной борьбой занимается с малых лет.

## Спортивные результаты
За время выступлений добился следующих титулов:
- Чемпионат Европы среди кадетов (2015) — [2].
- Чемпионат Мира среди кадетов (2015) — [3].
- VI международный турнир по вольной борьбе среди юношей на призы Курамагомеда Курамагомедова (2015) — [4].
- Кубок Алроса (2016) —  (команда).
- Чемпионат Азербайджана по вольной борьбе (2017) — [5][6].
- Чемпионат Европы до 23 лет (2017) — [7].
- Чемпионат мира среди юниоров (2017) — 22.
- Интерконтинентальный кубок — 15.
- Кубок Алроса (2017) —  (команда).